# Tacoronte
Tacoronte és un municipi de l'illa de Tenerife, a les illes Canàries. Està format pels nuclis d'Agua García, El Pris, Mesa del Mar, Guayonge, La Caridad, Los Naranjeros, Juan Fernández i Santa Catalina.

## En l'actualitat
El municipi de Tacoronte avui dia està dividit en dues zones, una propera al mar, la ciutat de Tacoronte i en la costa els barris del Pris i Taula del Mar, i altra zona, limitant amb els municipis de El Rosario, La Laguna i El Sauzal, en la forest, com centre la localitat d'Agua García, en la qual es pot trobar una reserva de laurisilva molt important.

## Festes
En Tacoronte, el carnaval se li denomina la "piñata noia", que se celebra en finalitzar el Carnaval de Santa Cruz, quan ja s'està en "quaresma". Al costat del de Santa Úrsula són els més tardans dels canavales del nord de Tenerife. En el mes de setembre se celebren les "Festes del Crist", les més importants del municipi, que estan dedicades al Santíssim Cristo de Tacoronte. També al novembre se celebren les festes en honor de Santa Catalina, patrona de Tacoronte i Santa Cecília, patrona dels músics.

## Gastronomia
En el municipi existeix una important producció de vi, integrat dintre de la Denominació d'Origen Tacoronte-Acentejo que és la qual produïx més vi (40% de la producció de tot Tenerife). Aquí es troben els cellers més importants de la denominació d'origen, així com la seu comarcal.